# Mateusz Żotkiewicz
Mateusz Wojciech Żotkiewicz – polski inżynier, doktor habilitowany nauk technicznych. Specjalizuje się w optymalizacji sieci telekomunikacyjnych. Adiunkt na Wydziale Elektroniki i Technik Informacyjnych Politechniki Warszawskiej.
Absolwent XIV Liceum Ogólnokształcącego im. Stanisława Staszica w Warszawie. W 2007 roku ukończył studia magisterskie na wydziale Elektroniki i Technik Informacyjnych Politechniki Warszawskiej, stopień doktorski z telekomunikacji uzyskał na tym samym wydziale w 2011 roku na podstawie pracy zatytułowanej Optymalizacja kierowania ruchem w sieciach odpornych na awarie – wielościanowe modele ruchu oraz zagadnienia złożoności obliczeniowej, przygotowanej pod kierunkiem Michała Pióra, a w 2018 habilitował się, pisząc rozprawę pt. Zaawansowane metody optymalizacji kombinatorycznej w projektowaniu i zarządzaniu sieciami telekomunikacyjnymi. Publikował prace w czasopismach, takich jak „Journal of Optical Communications and Networking” czy „Telecommunication Systems”.